# Santo vs. los cazadores de cabezas
Série
El mundo de los muertos
(1970) Santo frente a la muerte
(1971)
Pour plus de détails, voir Fiche technique et Distribution.
Santo vs. los cazadores de cabezas (trad. litt. : « Santo contre les chasseurs de têtes ») est un film mexicain de 1971 de René Cardona. C'est le vingt-cinquième film de la série des Santo, el enmascarado de plata.

## Fiche technique
- Titre original : Santo vs. los cazadores de cabezas
- Titre alternatif : Santo contra los cazadores de cabezas
- Titre anglais ou international : Santo vs. the Head Hunters
- Réalisation : René Cardona
- Scénario : René Cardona et Adolfo Torres Portillo
- Photographie : Rosalío Solano
- Montage : Eufemio Rivera
- Musique : Luis Hernández Bretón
- Production : Miguel Zacarías
- Société(s) de production : Producciones Zacarías S.A.
- Pays d’origine :  Mexique
- Langue originale : espagnol
- Format : couleur — 35 mm — son Mono
- Genre : action, aventure
- Durée : 80 minutes
- Dates de sortie :
  - Mexique : 2 décembre 1971

## Distribution
- Santo : El Santo
- Nadia Milton : Mariana de Grijalva
- Freddy Fernández : Carlos
- René Cardona : Don Alonso Grijalva
- Enrique Lucero : Husca
- Enrique Pontón : Professeur Castro
- Guillermo Hernández : Tirso